# Avatiu Field
Avatiu Field – stadion piłkarski w Avarua na Wyspach Cooka. Swoje mecze rozgrywa na nim drużyna piłkarska Avatiu FC. Stadion może pomieścić 1000 widzów.